# Calosota pumilae
Calosota pumilae är en stekelart som beskrevs av Yang 1996. Calosota pumilae ingår i släktet Calosota och familjen hoppglanssteklar. Inga underarter finns listade.